# 臺灣舌塘鱧
臺灣舌塘鱧（学名：Parioglossus formosus），或稱台灣舌塘鱧、華美舌塘鱧、美麗舌塘鱧，为凹尾塘鱧科舌塘鱧屬下的一个种。該物種最早由史密斯（Smith, H. M.）在1931年發表，分布台灣南部、小琉球等西太平洋海域，以浮游動物為食，模式種產地在泰國Koh Chula島 。